# Kantor (Einheit)
Kantor, auch Cantor, war ein Gewichtsmaß auf Sardinien.
- 1 Kantor = 145 Pfund (venezian.)